# Дипломатически мисии на Гвинея
Това е списък на дипломатическите мисии на Гвинея, с изключение на почетните консулства. Отношенията на Гвинея с другите държави постоянно се подобряват. Гвинея възстановява отношенията си с Франция и Германия през 1975 г., и със съседните си държави — Кот д'Ивоар и Сенегал през 1978 година. Страната взима активно участие в регионалната интеграция и сътрудничество, особено в Организацията за африканско единство и икономическата общност на западноафриканските държави (ECOWAS).

## Европа
- Белгия
  - Брюксел (посолство)
- Великобритания
  - Лондон (посолство)
- Германия
  - Берлин (посолство)
- Италия
  - Рим (посолство)
- Русия
  - Москва (посолство)
- Сърбия
  - Белград (посолство)
- Франция
  - Париж (посолство)
- Швейцария
  - Женева (посолство)

## Северна Америка
- Канада
  - Отава (посолство)
- Куба
  - Хавана (посолство)
- САЩ
  - Вашингтон (посолство)

## Южна Америка
- Бразилия
  - Бразилия (посолство)

## Близък изток
- Иран
  - Техеран (посолство)
- Обединени арабски емирства
  - Абу Даби (посолство)
  - Дубай (Consulate-General)
- Саудитска Арабия
  - Рияд (посолство)
  - Джеда (Consulate-General)

## Африка
- Алжир
  - Алжир (посолство)
- Ангола
  - Луанда (посолство)
- Габон
  - Либървил (посолство)
- Гана
  - Акра (посолство)
- Гвинея-Бисау
  - Бисау (посолство)
- Египет
  - Кайро (посолство)
- Етиопия
  - Адис Абеба (посолство)
- Кот д'Ивоар
  - Абиджан (посолство)
- Либерия
  - Монровия (посолство)
- Либия
  - Триполи (посолство)
- Мали
  - Бамако (посолство)
- Мароко
  - Рабат (посолство)
- Нигерия
  - Абуджа (посолство)
- Сенегал
  - Дакар (посолство)
- Сиера Леоне
  - Фрийтаун (посолство)
- ЮАР
  - Претория (посолство)

## Азия
- Китай
  - Пекин (посолство)
- Малайзия
  - Куала Лумпур (посолство)
- Япония
  - Токио (посолство)

## Международни организации
- - Ню Йорк - ООН